# Riccardo Casalaina
Riccardo Casalaina (Novara di Sicilia, 19 maggio 1881 – Messina, 28 dicembre 1908) è stato un compositore italiano.

## Biografia

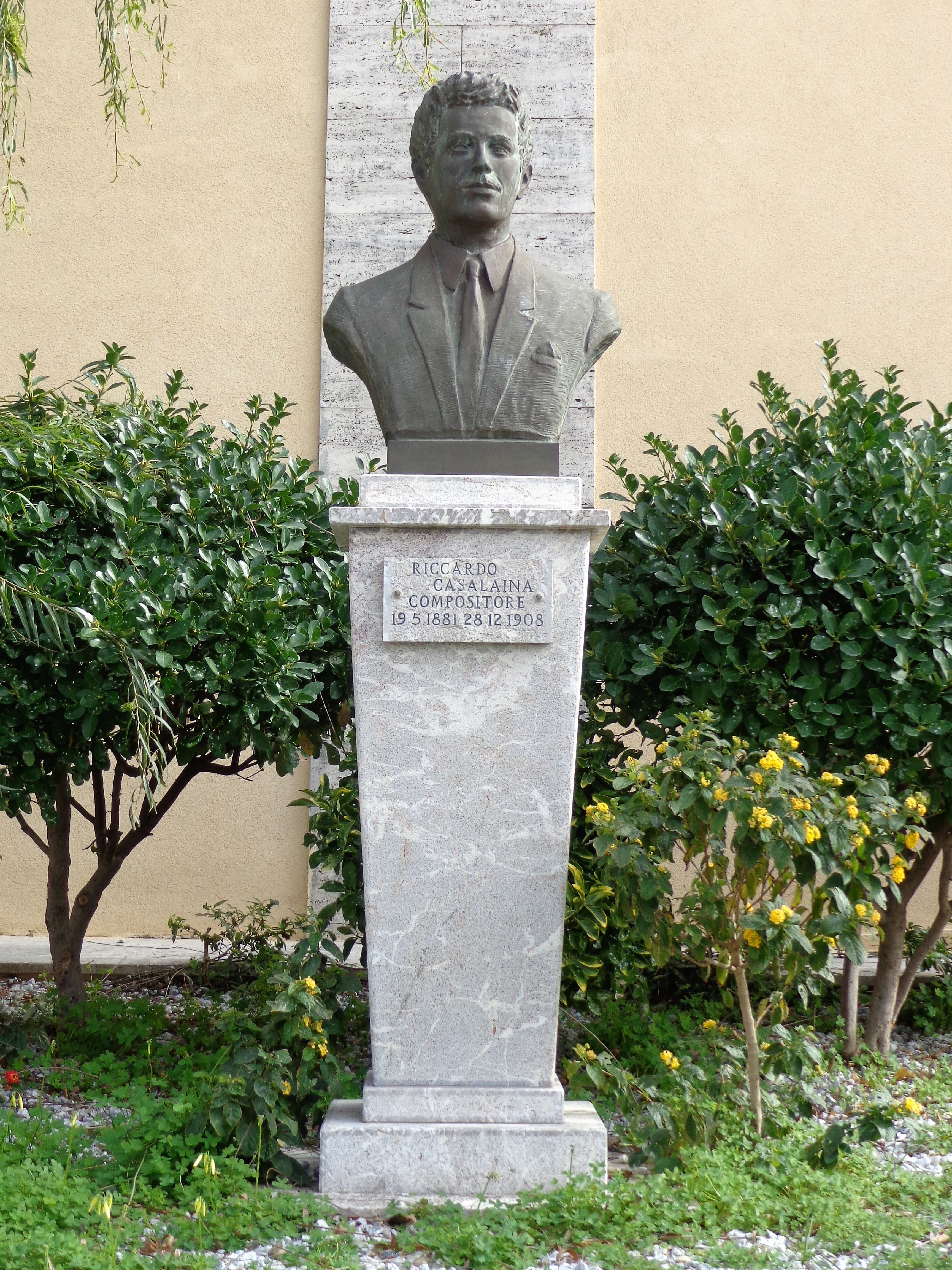
Busto a Novara di Sicilia

Nato da genitori originari di Castroreale, il padre era stato incaricato di dirigere la locale banda musicale di Novara di Sicilia, incarico mantenuto per pochi anni. Il suo impegno musicale, a parte la parentesi novarese, continuò sempre con la banda musicale di Castroreale, dove fu vicedirettore, e primo trombone cantabile.
Fra le sue opere ricordiamo; Attollite Portas (poema per soli, coro ed orchestra); Aretusa e la sua opera più importante l'Antony tratto dall'omonimo lavoro di Alexandre Dumas. Morì prematuramente, a soli 27 anni, assieme alla giovane moglie incinta, nel terremoto di Messina. La sua città natale gli ha intitolato il Teatro Comunale oltre ad erigergli un busto. A Messina, nei pressi del Teatro Vittorio Emanuele II, una via porta il suo nome.
Anche la città di Palermo ha intitolato una via nel quartiere Villa Tasca.